# هاینز کوتین
هاینز کوتین (انگلیسی: Heinz Kuttin؛ زادهٔ ۵ ژانویهٔ ۱۹۷۱) اسکی‌باز پرش اهل اتریش است.